# Сухая Мышега

Сухая Мышега — река в России, протекает в Калужской и Тульской областях. Левый приток реки Мышега.

## География
Река Сухая Мышега берёт начало в Калужской области в районе деревни Клишино. Течёт на юго-восток, пересекает границу с Тульской областью и впадает в Мышегу северо-западнее города Алексин. Устье реки находится в 10 км по левому берегу реки Мышега. Длина реки составляет 12 км.

## Данные водного реестра
По данным государственного водного реестра России относится к Окскому бассейновому округу, водохозяйственный участок реки — Ока от города Калуга до города Серпухов, без рек Протва и Нара, речной подбассейн реки — бассейны притоков Оки до впадения Мокши. Речной бассейн реки — Ока.
По данным геоинформационной системы водохозяйственного районирования территории РФ, подготовленной Федеральным агентством водных ресурсов:
- Код водного объекта в государственном водном реестре — 09010100812110000021807
- Код по гидрологической изученности (ГИ) — 110002180
- Код бассейна — 09.01.01.008
- Номер тома по ГИ — 10
- Выпуск по ГИ — 0